# 白井寛
白井 寛（しらい ひろし、1976年6月7日 - ）は、日本の漫画家。大阪府出身。男性。血液型はAB型。1995年、第1回エニックス21世紀マンガ大賞にて「表と裏」で奨励賞。漫画家の他に、会社員も兼務していた。

## 作品リスト

### 連載作品
- とんでも勇者（月刊少年ギャグ王、全1巻）

### その他
- 不完全犯罪（読切、月刊少年ギャグ王）※単行本『とんでも勇者』に収録
- ドラゴンクエスト4コママンガ劇場（スクウェア・エニックス刊）※中期〜後期